# Ranch Girls on a Rampage
Ranch Girls on a Rampage è un cortometraggio muto del 1912 diretto da Pat Hartigan e interpretato da Ruth Roland.

## Produzione
Il film, prodotto dalla Kalem Company, fu girato a Santa Monica.

## Distribuzione
Distribuito dalla General Film Company, il film - un cortometraggio di 225 metri - uscì nelle sale cinematografiche USA il 15 maggio 1912. Nelle proiezioni, veniva programmato con il sistema dello split reel, accorpato in un'unica bobina con un altro cortometraggio prodotto dalla Kalem, il documentario Egypt, the Mysterious.